# Dom St. Marien (Gorzów Wielkopolski)

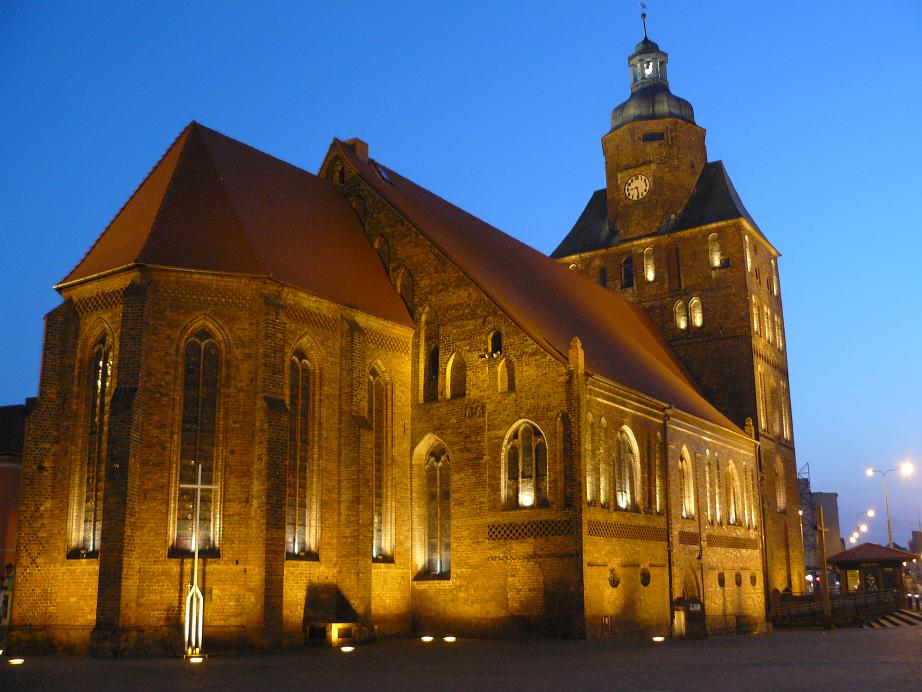
Dom St. Marien (Gorzów Wlkp.)

Der Dom St. Marien (polnisch Katedra Wniebowzięcia Najświętszej Maryi Panny) ist heute Bischofskirche im polnischen Gorzów Wielkopolski, dem ehemals deutschen Landsberg an der Warthe.

## Geschichte
Der Bau wurde wohl zur Zeit der Stadtgründung begonnen. Im 13. Jahrhundert wurde der Bau im Stil der Gotik umgebaut und seine Seitenschiffe wurden erhöht. Um 1500 wurde ein Chor angebaut und verschiedene Altäre wurden errichtet, etwa für die Stände der Bäcker, Schuster oder Tuchmacher.
Nach der Reformation diente der Bau ab 1537 als Marienkirche über vier Jahrhunderte einer evangelischen Gemeinde, die im 19. und 20. Jahrhundert zum Kirchenkreis Landberg I in der preußischen Kirchenprovinz Mark Brandenburg gehörte. 1561 wurden die Wände verputzt, um Wandmalereien zu verdecken. Im Jahr 1566 wurde eine Orgelempore errichtet, 1598 auch eine neue Orgel. Später kamen weitere Emporen für Zünfte und Bevölkerungsschichten hinzu, solche für Frauen, Schüler, Tuchmacher, Schneider und Tischler. Im Jahr 1617 bekam die Kirche ein neues Gestühl, 1619 eine neue Kanzel im Stil des Barock. 1621 wurde der Turm um einen Kuppelbau erweitert, der nach einem Brand 1708 die heutige Form erhielt.
Um 1821 wurde die Kirche im klassizistischen Stil umgestaltet und erhielt durchwegs einen weißen Anstrich. Im Turm waren 1498 zwei Uhrglocken aufgehängt, die 1871 durch Glocken im Dreiklang C-Es-G ersetzt wurden. Die heutigen Glocken stammen von 1922.
Im Jahr 1945 war die Kirche völlig verwüstet, jedoch schon im September 1945 als römisch-katholische Kirche mit dem Patrozinium Mariä Himmelfahrt neu geweiht. Die Kirche wurde 1972 zur Kathedrale des neu geschaffenen Bistums Zielona Góra-Gorzów, bis dahin war formell das Erzbistum Berlin zuständig. Papst Johannes Paul II. besuchte die Kathedrale am 2. Juni 1997.

## Ausstattung der Kirche
Der Hauptaltar ist ein Renaissancetriptychon, in dessen Mitte die Kreuzigung Jesu, seitlich die zwölf Apostel dargestellt sind. Oberhalb des Altars sind Jonas und der Walfisch dargestellt. Dieser Altar wurde 1845 durch ein Altargemälde von Karl Begas ersetzt. Das Renaissancetriptychon wurde im Museum aufbewahrt, jedoch bei Renovierung der Kirche 1939 wieder in der Kirche aufgestellt. Nach der polnischen Übernahme der Region erhielt die Kirche einen neuen Hauptaltar, der jedoch 1991 wieder durch das Renaissancetriptychon ersetzt wurde.
1953 wurden Polychromien entdeckt und nach alten Vorlagen restauriert. Die heutigen Kirchenfenster von 1966/67 erinnern an die Christianisierung Polens 966.
Vor der Kirche erinnern Gedenktafeln an die polnischen Opfer des großpolnischen Aufstands, eine weitere an die Soldaten der polnischen Westarmee und eine dritte Tafel an das Schicksal der 1939 nach Sibirien deportierten Polen. Im Vorraum der Kirche befindet sich das Grab des ersten polnischen Bischofs in Landsberg, Teodor Bensch.